# Vasile Pușcașu
Vasile Pușcașu (Bârsănești, 2 de mayo de 1956) es un deportista rumano que compitió en lucha libre.
Participó en tres Juegos Olímpicos de Verano, obteniendo en total dos medallas, oro en Seúl 1988 y bronce en Los Ángeles 1984, ambas en la categoría de 100 kg, y el sexto lugar en Moscú 1980.
Ganó tres medallas en el Campeonato Mundial de Lucha entre los años 1977 y 1987, y tres medallas en el Campeonato Europeo de Lucha entre los años 1978 y 1987.

## Palmarés internacional
| Juegos Olímpicos   | Juegos Olímpicos             | Juegos Olímpicos  | Juegos Olímpicos |
| Año                | Lugar                        | Medalla           | Categoría        |
| ------------------ | ---------------------------- | ----------------- | ---------------- |
| 1984               | Los Ángeles (Estados Unidos) | Medalla de bronce | 100 kg           |
| 1988               | Seúl (Corea del Sur)         | Medalla de oro    | 100 kg           |
| Campeonato Mundial |                              |                   |                  |
| Año                | Lugar                        | Medalla           | Categoría        |
| 1977               | Lausana (Suiza)              | Medalla de bronce | 100 kg           |
| 1979               | San Diego (Estados Unidos)   | Medalla de bronce | 100 kg           |
| 1987               | Clermont-Ferrand (Francia)   | Medalla de plata  | 100 kg           |
| Campeonato Europeo |                              |                   |                  |
| Año                | Lugar                        | Medalla           | Categoría        |
| 1978               | Sofía (Bulgaria)             | Medalla de bronce | 100 kg           |
| 1979               | Bucarest (Rumania)           | Medalla de bronce | 100 kg           |
| 1987               | Veliko Tarnovo (Bulgaria)    | Medalla de plata  | 100 kg           |